# Windschläg
Windschläg ist einer von 15 Stadtteilen von Offenburg im Ortenaukreis in Baden-Württemberg. Der Ort hat rund 2175 Einwohner.

## Geographie
Windschläg liegt etwa vier Kilometer nördlich der Kernstadt Offenburg noch auf dem Schwemmkegel der Kinzig, die aus dem Mittleren Schwarzwald kommend bei Offenburg die Oberrheinische Tiefebene erreicht.

### Nachbargemeinden
Nachbargemeinden von Windschläg sind die Gemeinde Appenweier im Nordosten, der zu Durbach gehörende Ortsteil Ebersweier im Südosten, die wie Windschläg zu Offenburg gehörenden Ortschaften Bohlsbach im Süden und Griesheim im Westen, sowie der zu Willstätt gehörende Ortsteil Sand im Nordwesten.

## Geschichte
Einige örtliche Funde aus der Bronze- und Römerzeit deuten auf frühe Besiedlungsperioden hin. Der Ort selbst wurde Anfang des 11. Jahrhunderts erstmalig erwähnt. Auf einer in Straßburg erstellten Urkunde aus dem Jahr 1123 tritt ein „Rudolfus de Windisle“ als Zeuge einer Schenkung an das Kloster Alpirsbach auf. An dieser Jahreszahl orientiert sich auch das 900-jährige Dorfjubiläum im Jahr 2023. In einer anderen Quelle wird eine Ersterwähnung als Windisleh im Jahr 1111 ausgewiesen.
Der habsburgische Kaiser Ferdinand I. unterstellte 1551 die Landvogtei Ortenau, zu der auch Windschläg gehörte, dem Hause Österreich, wodurch das Dorf ein Teil Vorderösterreichs wurde, zugeordnet dem Gericht Griesheim. Im Jahr 1656 wird das Dorf vom österreichischen Regenten, Erzherzog Ferdinand, an Oberst Carl von Neveu verschenkt, wobei Hochgerichtsbarkeit und Forstgerechtigkeit beim Amtmann in Griesheim verblieben. Die Familie von Neveu behielt die Grundherrschaft bis zum Jahr 1805, als Windschläg und andere vorderösterreichische Besitzungen der Markgrafschaft Baden (ab 1806 Großherzogtum Baden) zugesprochen wurden. Verwaltungstechnisch wurde Windschläg 1813 dem Bezirksamt Appenweier, nach dessen Aufteilung 1819 dem Oberamt Offenburg zugeordnet (ab 1864 Umbenennung in Bezirksamt, nach zwischenzeitlichen Erweiterungen ab 1939 umbenannt in Landkreis Offenburg, der bis Ende 1972 bestand).
Da die alte Kirche zu klein wurde, erfolgte 1835 die Grundsteinlegung für den Bau der zwei Jahre später im neuromanischen Stil fertiggestellten Pfarrkirche St. Pankratius, wobei der Turm des Vorgängerbaus beibehalten wurde. Neben die bisher vorherrschende Erwerbsquelle Landwirtschaft traten nach dem 1845 erfolgten Anschluss an die Eisenbahn zunehmend handwerkliche und gewerbliche Tätigkeiten, teils als Pendler zu auswärtigen Arbeitsstätten. Vor Ort entstand 1886 eine Ziegelei sowie in den 1920er Jahren eine heute noch existierende Gießerei. Nach dem Zweiten Weltkrieg setzte sich der Strukturwandel fort, ein neues Gewerbegebiet und zusätzliche Wohngebiete entstanden in den nächsten Jahrzehnten. Die Landwirtschaft verlor im Gegenzug weiter an Bedeutung, aktuell (Stand: 2023) gibt es nur noch einen Vollerwerbslandwirt im Ort. Trotz erheblichen Widerstands der Bevölkerung in Anhörungen wurde die Gemeinde am 1. Januar 1975 aufgelöst und Windschläg in die Stadt Offenburg eingemeindet.

## Demographie
Einwohnerzahlen nach dem jeweiligen Gebietsstand.
| Jahr | Einwohnerzahl |
| ---- | ------------- |
| 1834 | 848           |
| 1864 | 823           |
| 1913 | 1.020         |
| 1939 | 1.101         |
| 1961 | 1.448         |
| 1970 | 1.608         |

## Politik
Windschläg ist gemäß Hauptsatzung der Stadt Offenburg eine ihrer elf Ortschaften, die politisch von einem Ortschaftsrat und einem Ortsvorsteher vertreten werden.

### Ortschaftsrat
Dem Ortschaftsrat Windschläg gehören zehn Ratsmitglieder an. Seit der Kommunalwahl am 26. Mai 2019 entsendet die Bürgerliste Windschläg (BLW) sieben, die CDU drei Vertreter in den Rat. Die Bürgerliste ist im Vorfeld der Wahl 2019 neu entstanden, nachdem sich die Freien Wähler und die SPD darauf verständigten, keine eigenen Listen aufzustellen.

### Ortsvorsteher
Ludwig Gütle (BLW) ist seit 2008 der Ortsvorsteher von Windschläg, sein erster Stellvertreter ist Rupert Glatt (CDU).

### Wappen
| Wappen von Windschläg | Blasonierung: „In Rot auf grünem Dreiberg ein silbernes Schwert mit goldenem Griff, das durch eine goldene Laubkrone gesteckt ist.“                                                                                          |
| Wappen von Windschläg | Wappenbegründung: Der Dreiberg weist auf den als „Grabhügel des Windo“ gedeuteten Ortsnamen hin (diese Deutung ist allerdings ungesichert), Schwert und Krone auf den Kirchenpatron von Windschläg, den heiligen Pankratius. |

## Kultur und Sehenswürdigkeiten

### Religionen
Die evangelischen Ortsbewohner gehörten früher zur Pfarrei Renchen, jetzt werden sie von der Evangelischen Matthäusgemeinde Offenburg betreut.
Seit der Dekanatsreform am 1. Januar 2008 gehört Windschläg und die St. Pankratius-Kirche zum Dekanat Offenburg-Kinzigtal und gehört zudem zur Seelsorgeeinheit St. Ursula Katholische Kirchengemeinde.

## Wirtschaft und Infrastruktur

### Öffentliche Einrichtungen
Windschläg verfügt über eine Kindertageseinrichtung mit vier Gruppen und eine Schule, die Sommerfeld-Schule Windschläg – Grund- und Werkrealschule Offenburg Nord.

### Verkehr
Am Ostrand von Windschläg streifen die parallel zum Rhein und grob in Nordost-Südwest-Richtung verlaufenden Bundesstraße 3 und die Bahnstrecke Mannheim–Basel den Ort. Von der B 3 zweigt im Stadtteil die Kreisstraße 5366 nach Ebersweier ab. Knapp drei Kilometer westlich von Windschläg verläuft die Bundesautobahn 5, die nächstgelegene Anschlussstelle ist (54) Appenweier.

## Persönlichkeiten

### Söhne und Töchter der Gemeinde
- Carl Jutz (1838–1916), Tiermaler

### Mit Windschläg verbunden
- Franz Anton von Neveu (1781–1837), Oberforstmeister und Gutsbesitzer, Grundherr in Windschläg
- Lambert Sachs (1818–1903), Maler, zwei seiner Werke befinden sich in Kirche St. Pankratius
- Arne Huber (* 1977), Jazzmusiker, wuchs in Windschläg auf
- Harry Föll (* 1998), Fußballspieler, begann beim TuS Windschläg seine Juniorenkarriere (2004–2007)